# Аргентинська мерлуза
Аргентинська мерлуза, або патагонська мерлуза, або патагонський хек (лат. Merluccius hubbsi) — вид риб з родини хекові (Merlucciidae). Поширені в південно-західній частині Атлантичного океану вздовж узбережжя Аргентини. Зустрічаються на глибині від 50 до 800 м. Найбільша зареєстрована довжина 95 см. Розмножуються ікрометанням. Цінна промислова риба.

## Опис
Верхня частина тіла сіро-коричневого кольору, боки сріблясті, черево біле.

## Господарське значення
Цінна промислова риба. У 2005—2014 роках оцінки світового улову аргентинської мерлузи варіювалися від 315,5 до 422,7 тис. тонн.